# Buli (langue gur)
Pour les articles homonymes, voir Buli.
Le buli est une langue gur parlée au Ghana dans le district de Builsa dans la région du Haut Ghana oriental.